# Alliance anticommuniste argentine
Pour les articles homonymes, voir AAA.
L’Alliance anticommuniste argentine (espagnol : Alianza Anticomunista Argentina, AAA ou Triple A), fondée par José López Rega, est un ancien escadron de la mort actif en Argentine lors de la « guerre sale » dans les années 1970. Celle-ci a fait plus de 30 000 victimes. On estime à environ 1 500 le nombre de victimes de la Triple A elle-même.

## Fondation de l'escadron de la mort
La Triple A a été fondée par José López Rega, également membre de la loge maçonnique italienne Propaganda Due (P2), impliquée dans la « stratégie de la tension » en Italie, avec l'aide d'Alberto Villar, vice-chef de la police fédérale argentine et participant de l'opération Condor, Rodolfo Eduardo Almiron, ainsi que l'agent de la SIDE (les services secrets argentins), Anibal Gordon, et son acolyte Raúl Guglielminetti,. José López Rega se servait des fonds du ministère des Affaires sociales qu'il dirigeait pour financer le groupe terroriste. Le but initial de la Triple A était probablement l'élimination physique des partisans de gauche du péronisme, étant donné que Lopez Rega représentait l'aile droite du parti. Postérieurement le groupe paramilitaire élargit les assassinats au reste de la gauche non-péroniste.
Le 21 novembre 1973, la Triple A essaie sans succès d'assassiner le sénateur Hipólito Solari Yrigoyen en piégeant une voiture. L'AAA cible ensuite jusqu'à 500 personnes, dont des membres des Montoneros, de l'ERP, des Forces armées péronistes, du Parti communiste uruguayen (Raúl Feldman Parachnik, le 26 décembre 1974, lors d'une opération de la Triple A contre le MAASLA, ou Movimiento Argentino Antiimperialista de Solidaridad con Latinoámerica ), etc., ou des sympathisants de ces groupes d’extrême gauche (Julio Troxler le 20 septembre 1974), ainsi que des juges, des commissaires de police, des étudiants, des intellectuels, des ouvriers et toutes sortes de militants de gauche, soupçonnés de sympathie pour le communisme, ou de façon plus large, pour la gauche radicale. En mai 1974, elle assassine le curé jésuite Carlos Mujica, membre du Mouvement des prêtres du Tiers-monde (proche de la théologie de la libération).
De réputation notoire, la Triple A bénéficiait d'un appui tacite important de la part des militaires et du chef de l'armée Jorge Rafael Videla, qui prendra le pouvoir lors du coup d'État de mars 1976. Lors de la dissolution de l'escadron, beaucoup de ses hommes de main ont été immédiatement recrutés par l'armée pour poursuivre leurs pratiques mais cette fois-ci avec l'appui quasi-officiel de l'appareil d'État.

## Des contacts internationaux
Selon des rumeurs non confirmées, certains membres de la Triple A, dont notamment Rodolfo Eduardo Almiron, ont participé au massacre de Montejurra en 1976, en Espagne, lorsque des snipers ont tiré sur la foule de Carlistes faisant deux morts et plusieurs blessés, un an à peine après la mort de Franco. Dans cet épisode, des rumeurs indiquent aussi la présence de Stefano delle Chiaie, néofasciste italien impliqué dans la « stratégie de la tension », et dont la participation est aussi signalée lors du massacre d'Ezeiza en 1973, le jour du retour en Argentine du général Peron — massacre auquel la Triple A a participé. D'ailleurs, dans ce complexe réseau d'espionnage et groupes paramilitaires internationaux, de nombreux témoignages lors du massacre d'Ezeiza ont signalé la présence de conseillers qui parlaient en français[réf. nécessaire]. Il s'agirait de membres de l'OAS exilés en Argentine à la solde de l'armée et des groupes d'extrême droite. 
Le juge espagnol Baltasar Garzon a démontré que Stefano Delle Chiaie avait travaillé avec la Triple A.
Selon le documentaire de Marie-Monique Robin, Escadrons de la mort, l'école française (2004), des anciens de l'OAS exilés en Argentine, ainsi que des officiers de renseignement français, ont participé à la formation en techniques de contre-insurrection de l'armée argentine. Un accord secret liant Paris à Buenos Aires était en vigueur de 1959 à 1981, date de l'élection de François Mitterrand à la présidence. 
Pendant son exil secret en Espagne, Almiron fut le garde de corps du dirigeant politique Manuel Fraga Iribarne, ministre du Tourisme sous Franco puis ministre de l'Intérieur lors de la transition démocratique. Almiron a été retrouvé et capturé par Interpol en Espagne en décembre 2006. Extradé en Argentine le 19 mars 2008, il est décédé le 5 juin 2009 à l'hôpital Ramos Mejia Buenos Aires, où il avait été hospitalisé après avoir passé plus d'un an en détention dans la prison de Marcos Paz et assigné à résidence pour des accusations de crimes contre l'humanité qui pesait contre lui. (source : Los Andes)
D'un autre côté, José María Boccardo, ancien membre de la Triple A, a participé avec Jean-Pierre Cherid et d'autres à l'assassinat, en 1978, d'Argala, un etarra qui avait lui-même participé à l'assassinat du premier ministre de Franco, Luis Carrero Blanco, en 1973 — événement déclencheur de la transition démocratique espagnole.